# Grzyby suszone

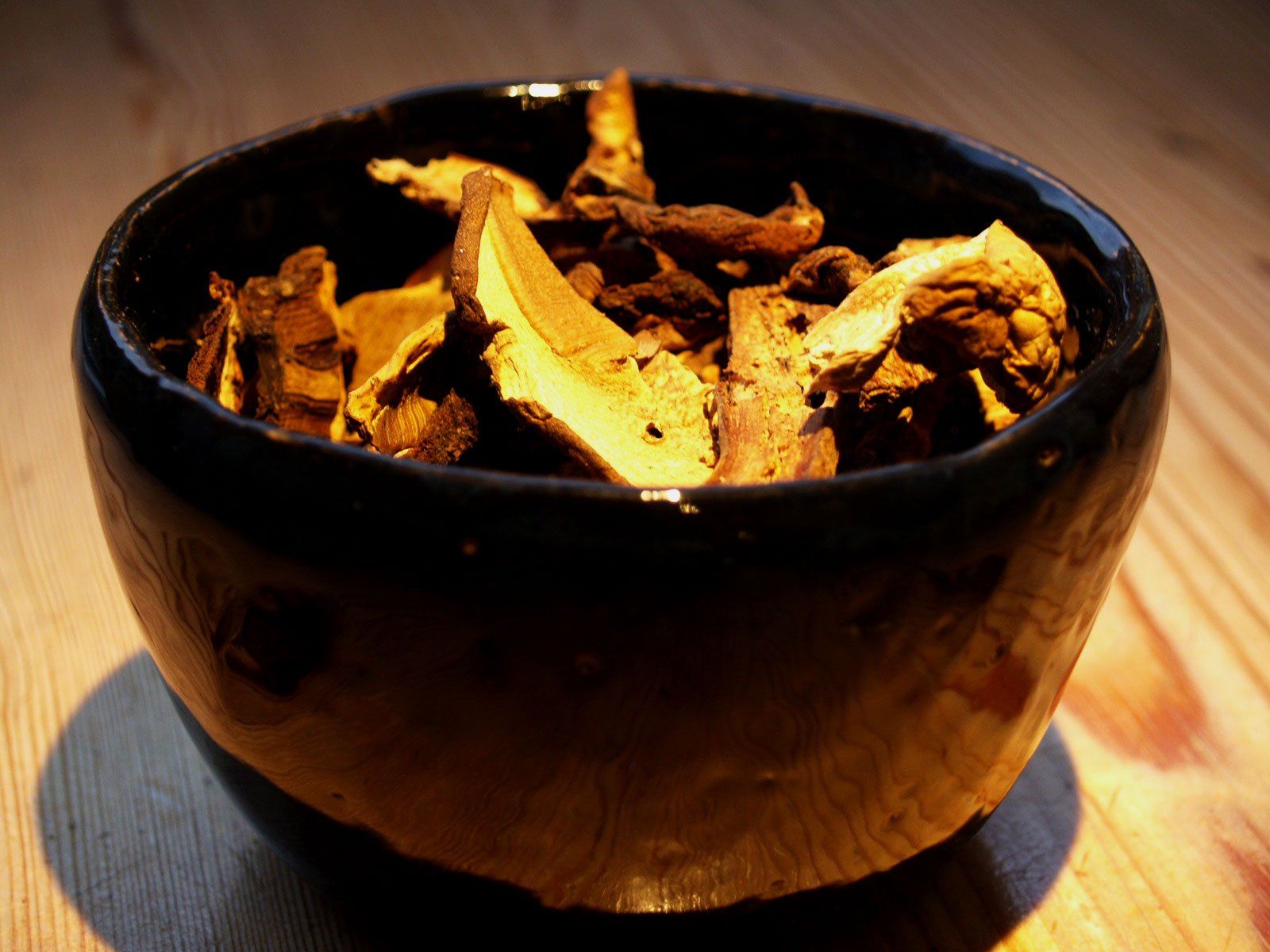
Suszone grzyby

Grzyby suszone – produkt spożywczy z suszonych grzybów leśnych lub uprawianych dopuszczonych do spożycia, przy czym nie wszystkie grzyby jadalne nadają się do suszenia.
Są składnikiem wielu potraw w kuchni polskiej i innych kuchniach świata. Przepisy w zakresie jakości i ich przechowywania zawiera Polska Norma PN-89/A-78510. Stanowią głównie dodatek smakowy, bowiem przy dość intensywnym aromacie mają jednocześnie niewielkie wartości odżywcze i zawierają trudno przyswajalne białko.
Suszenie grzybów pozwala na ich długotrwałe przechowywanie przy zachowaniu walorów smakowych grzybów świeżych. W odpowiednich warunkach zachowują zdatność do spożycia nawet przez trzy lata. Optymalną jest sucha atmosfera o temperaturze ok. +18 °C. Ich przygotowanie do wykorzystania polega na przepłukaniu, zalaniu gorącą wodą i pozostawieniu do napęcznienia przez ok. pół godziny. Następnie należy je odsączyć. Po pokrojeniu należy dusić je wraz z innymi składnikami potrawy przez około 10–15 minut. Pęczniejące grzyby suszone powiększają objętość 6–10-krotnie. Nie należy namaczać grzybów we wrzątku, gdyż twardnieją. Woda spod moczonych grzybów nadaje się do wykorzystania podczas gotowania.

## Suszenie grzybów w domu

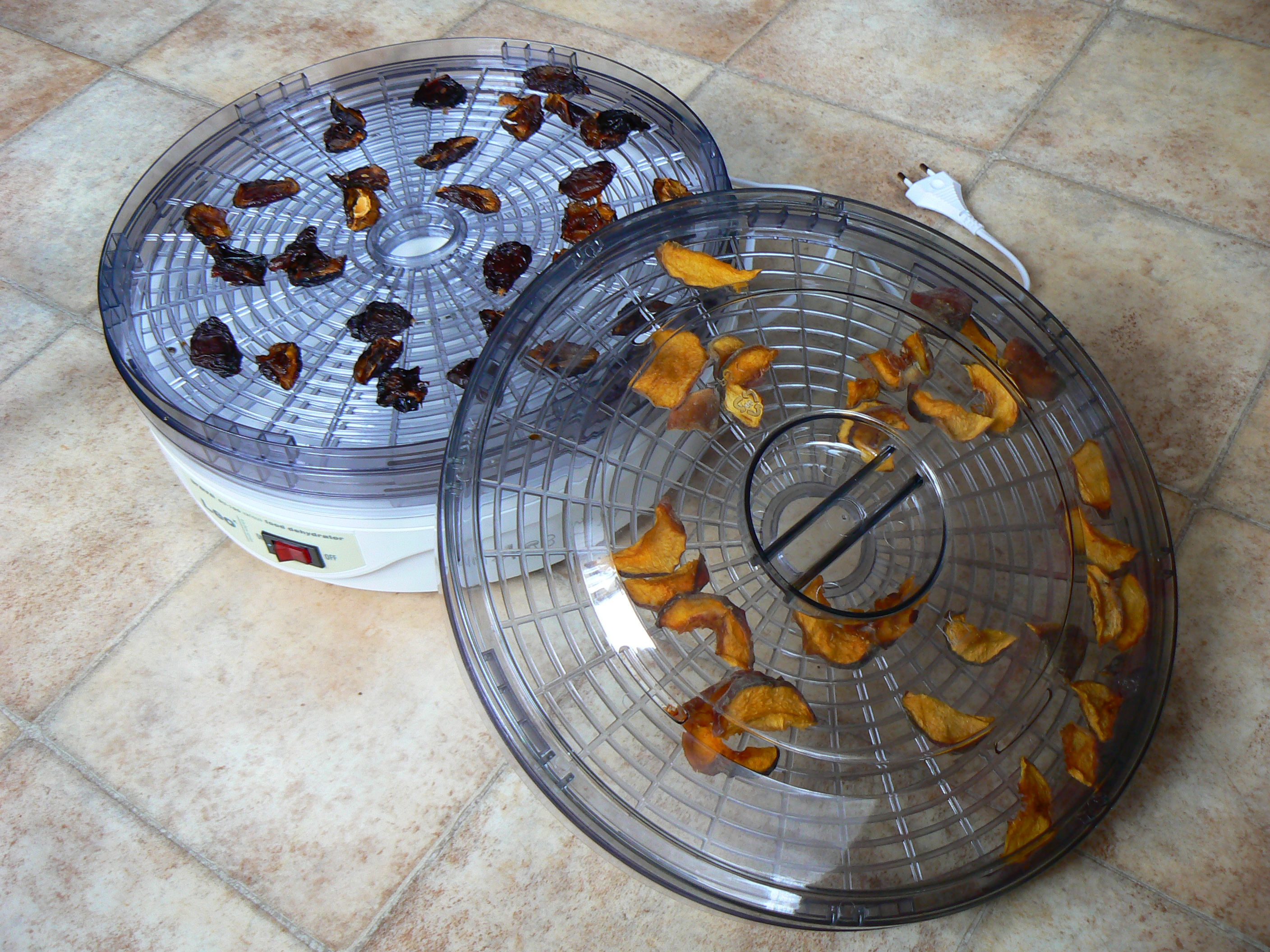
Praktycznym urządzeniem jest domowa suszarka do grzybów i owoców, pozwalająca na suszenie produktów pod ciepłym nawiewem na wielu warstwach sit

Przygotowanie zebranych grzybów do suszenia polega na ich oczyszczeniu z resztek ściółki, igliwia i innych zanieczyszczeń. Należy wykonać to na sucho – błędem jest mycie grzybów, które powoduje nasiąknięcie ich wodą. Myte grzyby będą wysychały dłużej, przez to będą pociemniałe. Oczyszczone grzyby należy pokroić w plastry grubości około centymetra. Małe sztuki, albo kapelusze gatunków szlachetnych (np. borowika szlachetnego) można suszyć w całości.
Najprostszym i często stosowanym sposobem jest suszenie grzybów leśnych po nawleczeniu na sznurek lub drut. Można je również nadziewać na patyczki, albo rozłożyć na sitach. By grzyby nie straciły wartości odżywczych i aromatu, istotna jest temperatura suszenia. Początkowo nie powinna ona być większa niż 50 °C. Gdy susz straci większość wody, można temperaturę podnieść do 60 °C, a pod koniec nawet do 70 °C. Zaleca się przy tym suszenie na słońcu, które można w pochmurne dni zastąpić ewentualnie piekarnikiem, uważając, aby ich nie przypiec zanadto. Dobry susz grzybowy jest dość elastyczny i łamie się dopiero po mocnym wygięciu. Niedosuszony będzie niełamliwy, zaś przesuszony kruchy.
1 kg suszu grzybowego otrzymuje się z około 8–10 kg surowca. Z gorszej jakości suszu można zrobić proszek grzybowy, mieląc go w młynku lub rozdrabniając w moździerzu. Proszek taki można stosować jako przyprawę, np. do sosów wzbogacającą ich smak.

## Przechowywanie
Zalecane jest przechowywanie suszonych grzybów w szczelnym pojemniku bez dostępu światła i powietrza. Dobrym rozwiązaniem jest więc metalowa puszka z wieczkiem lub plastikowe, zamykane pudełko wyłożone papierem. Susz jest higroskopijny i łatwo wchłania obce zapachy, dlatego pojemnik powinien być szczelny. Źle przechowywany może się też stać żerem dla moli.

## Zastosowanie w kuchni polskiej

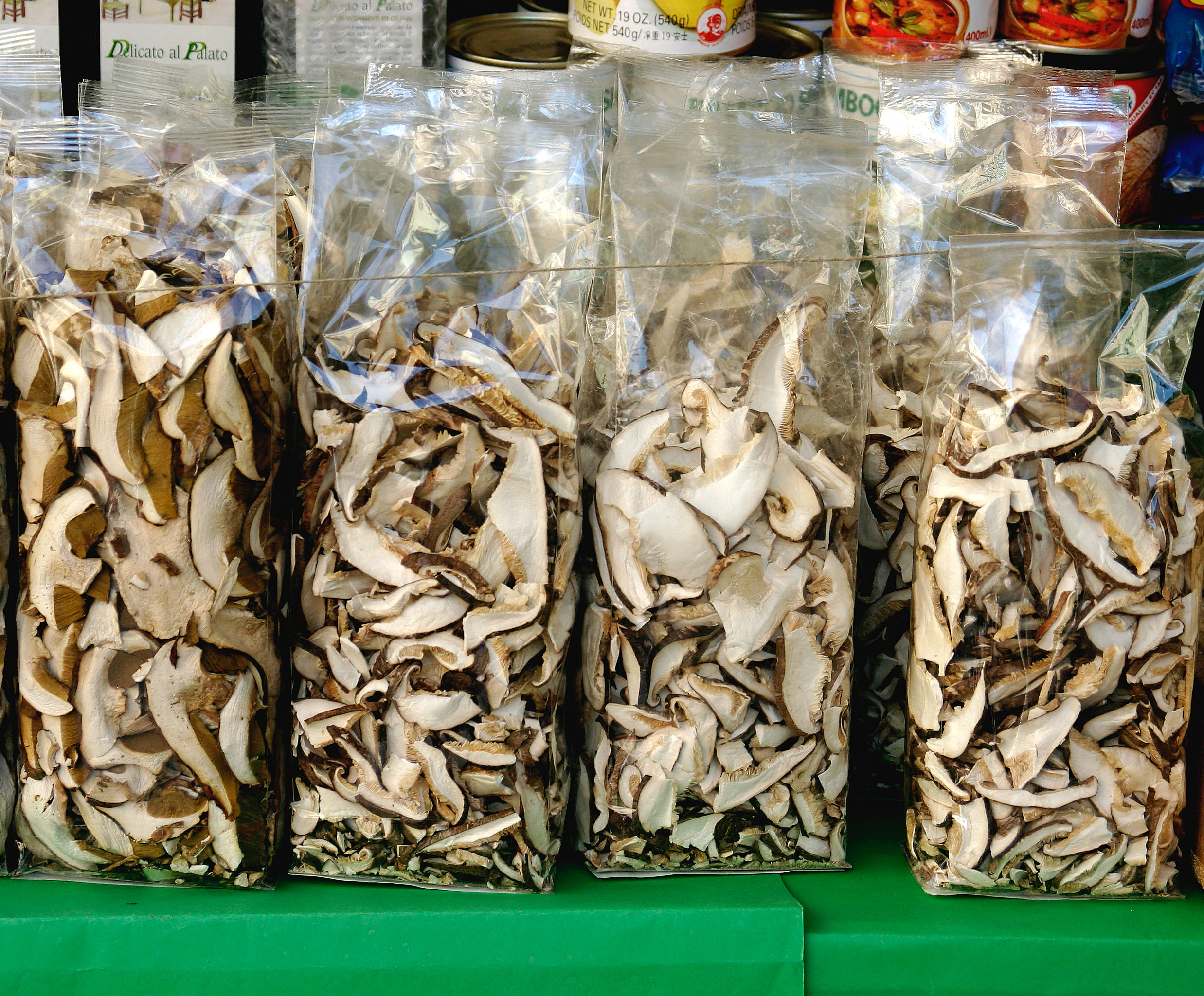
Suszone borowiki konfekcjonowane do sprzedaży

W Polsce suszone są najczęściej następujące grzyby:
- borowik szlachetny – kapelusze i trzonki
- borowik kasztanowy (podgrzybek) – kapelusze i trzonki
- koźlarz czerwony – tylko kapelusze, trzonki na proszek
- koźlarz babka – tylko kapelusze, trzonki na proszek
- gąska zielonka (żółta) – susz słabej jakości
- pieprznik jadalny (kurka)
- maślak zwyczajny – tylko kapelusze po obraniu ze skórki, trzonki na proszek
- opieńka miodowa – tylko kapelusze
- lejkowiec dęty – rzadko zbierany jednak wyjątkowo aromatyczny

Prawo polskie dopuszcza do obrotu grzyby suszone w postaci całej, krajanek, płatków, grysiku i mączki, które zostały ususzone ze świeżych kapeluszy i trzonów, przy czym ze względu na niepewność oznaczania trzonów, ich liczba nie może przekraczać liczby kapeluszy. Mączki wielogatunkowe są dopuszczalne jedynie wtedy, gdy powstały przez zmieszanie mączek z grzybów każdego gatunku mielonego osobno. Ich wilgotność nie może przekraczać 12%. Dopuszczone do obrotu gatunki grzybów suszonych to:
- borowik szlachetny (prawdziwek wszystkie odmiany) (Boletus edulis Bull ex Fr.)
- koźlarz babka (wszystkie odmiany) (Leccinum scabrum (Bull) S. F. Gray.)
- koźlarz grabowy (Leccinum griseum (Quel.) Sing.)
- koźlarz czerwony (wszystkie odmiany) (Leccinum aurantiacum (Bull.) S. F. Gray)
- maślak pstry (Suillus variegatus (Swartz) O. Kuntze)
- maślak sitarz (Suillus bovinus (L. ex Fr.) O. Kuntze)
- maślak ziarnisty (Suillus granulatus (L.) O. Kuntze)
- maślak zwyczajny (Suillus luteus (L.) S. F. Gray)
- maślak żółty (Suillus grevillei (Klotzsch) Sing. Klotzsch)
- piaskowiec kasztanowaty (Gyroporus castaneus (Bull.) Quel)
- piaskowiec modrzak (Gyroporus cyanescens (Bull.) Quel)
- podgrzybek brunatny (Xerocomus badius (Fr.) Kuhn ex Gilb)
- podgrzybek zajączek (Xerocomus subtomentosus (L.) Quel)
- podgrzybek złotawy (Xerocomus chrysenteron (Bull.) Quel)
- czubajka kania (Macrolepiota procera (Soop.) Sing)
- gąska zielonka (Tricholoma flavovirens (Pers.) Lund ex Nannf)
- kolczak obłączasty (Hydnum repandum L.)
- lejkowiec dęty (Craterellus cornucopioides (L.) Pers)
- lejkówka wonna (Clitocybe odora (Bull.) Kummer)
- mleczaj rydz (Lactarius deliciosus Fr)
- mleczaj smaczny (Lactarius volemus Fr)
- opieńki (Armillaria mellea sensu lato (Vahl. in. Fl. Dan.) P. Karst., syn. Armillaria (Fr.: Fr) Staude, syn. Armillaria mellea comple, tylko młode owocniki)
- pieczarka dwuzarodnikowa (Agaricus bisporus (Lange) Sing. Imbach, z wyjątkiem zbyt młodych egzemplarzy ze stanu naturalnego, których blaszki jeszcze nie poróżowiały)
- pieczarka szlachetna (Agaricus bitorquis (Quel) Sacc., z wyjątkiem zbyt młodych egzemplarzy ze stanu naturalnego, których blaszki jeszcze nie poróżowiały)
- pieprznik jadalny (kurka) (Cantharellus cibarius Fr)
- boczniak ostrygowaty (Pleurotus ostreatus (Jacq.) Kummer)
- twardziak (Shii-take) (Lentinus edodes (Berck.) Singer, syn. Lentinula edodes (Berk.), Pegler)
- trzęsak morszczynowaty (Tremella fuciformis Berk.)
- ucho bzowe (Hirneola auricula-judae (Bull. ex St. Amans) Berk. Syn. Auricularia auricula-judae (Bull.) West. Auricularia auricula (L. ex Hooker) Underwood)
- uszak gęstowłosy, „grzyby mun” (Auricularia polytricha (Mont.) Sacc. Syn. Hirneola polytricha Mont.

Grzyby suszone stosuje się głównie do:
- bigosu
- zup (grzybowa, barszcz czerwony, żurek, zalewajka)
- sosów (grzybowy, myśliwski)
- farszu potraw mącznych (pierogi z kapustą i grzybami, uszka, krokiety)

Są też niezbędnym składnikiem tradycyjnych potraw przygotowywanych do polskiej kolacji wigilijnej.

## Suszone grzyby w kuchni azjatyckiej
W potrawach kuchni dalekowschodnich stosuje się następujące suszone grzyby:
- grzyby thai (smardz tajlandzki)
- grzyby mun (uszak bzowy)
- grzyby shiitake (Lentinula edodes)
- grzyby maitake (żagwica listkowata)

## Skład i kaloryczność
Skład i kaloryczność niektórych suszonych grzybów. Wartości podane dla próbek 100 g.
| Rodzaj grzybów          | Kaloryczność | Tłuszcze | Cholesterol | Sód     | Błonnik | Węglowodany | Białka  |
| ----------------------- | ------------ | -------- | ----------- | ------- | ------- | ----------- | ------- |
| Borowik kasztanowy      | 362 kcal     | 4,20 g   | 0 mg        | 0,00 mg | 26,80 g | 50,60 g     | 20,30 g |
| Borowik szlachetny      | 347 kcal     | 2,00 g   | 0 mg        | 0,00 mg | 27,40 g | 34,30 g     | 32,00 g |
| Gąska zielonka          | 350 kcal     | 4,40 g   | 0 mg        | 0,00 mg | 26,90 g | 60,00 g     | 11,70 g |
| Koźlarz czerwony        | 363 kcal     | 4,10 g   | 0 mg        | 0,00 mg | 26,80 g | 57,80 g     | 15,90 g |
| Pieprznik jadalny       | 334 kcal     | 2,80 g   | 0 mg        | 0,00 mg | 27,00 g | 60,40 g     | 11,20 g |
| Maślak zwyczajny        | 345 kcal     | 5,00 g   | 0 mg        | 0,00 mg | 26,30 g | 50,90 g     | 16,10 g |
| Opieńka miodowa         | 337 kcal     | 3,00 g   | 0 mg        | 0,00 mg | 26,40 g | 56,40 g     | 14,10 g |
| Dzienne zapotrzebowanie | –            | < 300 g  | 0,00 mg     | 575 mg  | –       | 250 g       | 45,6 g  |